# Lilakleurig plooirokje
Het  lilakleurig plooirokje (Parasola lilatincta) is een schimmel uit de familie Psathyrellaceae. het komt voor in parken en plantsoenen op spaanders en snippers.

## Kenmerken

### Uiterlijke kenmerken
Hoed
De hoed heeft als hij jong is lila tinten. De diameter van de hoed is 20 tot 30 mm.
Lamellen
De lamellen staan vrij, gescheiden van de steel door pseudocollarium en hebben een zwartachtige rand.
Steel
De steel heeft een lengte van 40 tot 60 mm en een dikte van 1 mm. De steel is egaal, glad, wit, breekbaar, zonder ring met licht bolle basis.

### Microscopische kenmerken
Microscopisch zijn er elementen aanwezig met duidelijk grijspaarse inhoud. De basidiosporen meten (12)13-14,5(15,5) × (11,5)12-12,5(13,5) × (6,0)8,5-11(13,5). In vooraanzicht zijn de sporen afgerond driehoekig tot subbolvormig. In zijaanzicht zijn ze ovaal tot amygdaliform, met excentrische kiempore van 2-2,5 µm in diameter. De sporen kleuren donkerbruin in KOH. De basidia zijn 4-sporig, cilindrisch tot clavaat, hyaliene in KOH en meet 17-22 × 6-9 µm. Cheilocystidia zijn zeldzaam aanwezig, afgerond tot bolvormig en meten 25-29 × 23-26 µm. Pleurocystidia zijn cilindrisch tot subclavaat, meten 34-40 × 11-14 µm en zijn zeldzaam aanwezig. Pileipellis zijn helder geel aan de basis, hebben een afgeronde top en meten 33-37 × 9-12 µm. Gespen zijn aanwezig in de meeste weefsels en sclerocystidia zijn afwezig.

## Verspreiding
Het lilakleurig plooirokje komt voor in Noord-Amerika en Europa. Het komt algemeen in Nederland zeldzaam voor. Het is niet bedreigd en staat niet op de rode lijst.